# Vjetroelektrana Jelinak
Vjetroelektrana Jelinak ili VE Jelinak je vjetroelektrana na na predjelu Blizna-Bristivica u trogirskom zaleđu (na području Općine Marina i Općine Seget), ima instaliranu snagu 30 MW, sastoji se od 20 vjetroagregata španjolske tvrtke Acciona pojedinačne snage 1,5 MW. Tada najveća vjetroelektrana u Hrvatskoj po broju vjetroagregata.
Vjetroagregate je proizvela tvrtka kćer ACCIONA Windpower, a investitor i korisnik je tvtka kćer Acciona Energia preko svoje firme E.H.N. d.o.o. u Hrvatskoj. Investicija vrijedna 48 milijuna eura u vjetropark Jelinak realizirana je u Hrvatskoj s većim udjelom domaće komponente, osim turbine i elise. Vjetroagregati su tipa Acciona AW 82/1500 s čeličnim stupovima visine 80 metara i promjera rotora od 82 metra. Stupovi vjetroelektrane proizvedeni su u splitskom brodogradilištu.
Plan je bio da će vjetroelektrana Jelinak godišnje proizvoditi 81 milijun KWh električne energije, što bi pokrivalo potrebe oko 30 000 kućanstava. To je količina energije za čiju bi proizvodnju trebalo 48 tisuća barela nafte, čime se daje veliki doprinos smanjenju emisije ugljikovog dioksida (godišnja ušteda CO2 bi trebala biti 77 841 tonu). Gradnja je započela početkom ožujka 2012., a dovršena je krajem studenog 2012. Sam projekt se razvijao skoro deset godina, te prošao trnoviti put od izmjena i dopuna prostornih planova, ishođenja svih dozvola i odobrenja, razvijanjem projekta u nedorečenoj i nedefiniranoj zakonskoj regulativi, do ostvarenja investicije.
Novina je da je ulagač vlastitim sredstvima izgradio 110 kV trafostanicu s priključcima, a koja je priključena direktno na elektroenergetsku mrežu u vlasništvu HEP OPS, koji je i nadzirao postupak izgradnje. Izgradnjom priključne trafostanice 110 kV TS Jelinak omogućio se nesmetan i siguran priključak u elektroenergetski sustav.
Vjetroelektrana je lako pristupačna. Iz smjera Dograda dolazi se cestom Dograde-Blizna, a može joj se pristupiti i preko glavne ceste kroz Bliznu.

## Poveznice
- Vjetroelektrane u Hrvatskoj

## Vanjske poveznice
- Vjetroelektrana Jelinak